# Rudolf Faluvégi
Rudolf Faluvégi (* 9. Januar 1994 in Budapest, Ungarn) ist ein ungarischer Handballspieler. Der 1,92 m große Rechtshänder wird vornehmlich im als linker Rückraumspieler eingesetzt.

## Karriere
Faluvégi spielte ab dem Jahre 2004 für den ungarischen Verein Pilisvörösvári TKSK, den er vier Jahre später in Richtung Csanádi KSI SE verließ. Von 2010 bis 2012 lief er für PLER KC auf. Von 2012 bis 2015 war Faluvégi beim Erstligisten Balatonfüredi KSE unter Vertrag, wo er auch im EHF-Pokal spielte. Danach spielte Faluvégi bis 2017 für Csurgói KK. Auch mit der Mannschaft aus Csurgó spielte er im EHF-Pokal. 2017 wechselte Faluvégi zum französischen Erstligisten HBC Nantes. Mit Nantes spielte er in den Spielzeiten 2017/18 und 2018/19 in der EHF Champions League. Im Januar 2019 wechselte Faluvégi zum Ligakonkurrenten Cesson-Rennes Métropole HB. Zur Saison 2019/20 wechselte er zum deutschen Erstligisten TVB 1898 Stuttgart. Im Sommer 2021 kehrte er zum Cesson-Rennes Métropole HB zurück.
Faluvégi steht seit der Saison 2023/24 beim Schweizer Erstligisten Wacker Thun unter Vertrag.
Mit der ungarischen Nationalmannschaft nahm Faluvégi an der Europameisterschaft 2016 teil. Ungarn schied in der Hauptrunde aus.

## Sonstiges
Seine Schwester Dorottya Faluvégi spielt ebenfalls professionell Handball.